# Номерні знаки штату Теннессі

Регулярний номерний знак до 2012р.

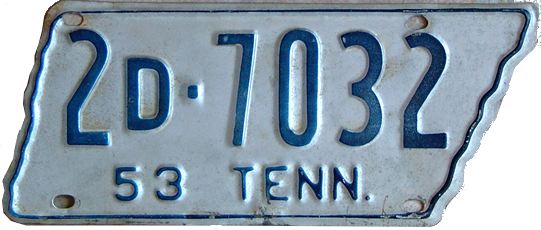
Номерний знак у формі штату. 1953р.

Номерні знаки Теннессі видаються Департаментом податків і зборів. Штат Теннессі вимагає розміщення лише заднього номерного знаку на автомобілі.
Регулярні номерні знаки штату Теннессі мають формат А12-34Б. Кодування за регіональною ознакою всередині штату здійснюється шляхом застосування наліпок з назвами округів в нижній частині пластини. Чинні бланки номерних знаків мають фонове зображення пологих пагорбів в світло-зелених тонах з переходом згори вниз від білого до зеленого. Поруч з назвою штату фігурує традиційне гасло: Волонтерський штат (The volunteer state), в нижньому рядку розташовано електронну адресу www.invacaion.com. Індивідуальні комбінації літер і цифр можливо використовувати на стандартному бланку номерного знаку.

## Інші формати регулярних номерних знаків
- Номерні знаки для мотоциклів мають формат 1АБ234 та розміри 4х7 дюймів;
- Номерні знаки для вантажного транспорту мають формат H/1 23456.
- Номерні знаки для причепів мають формат A123456.
- Номерні знаки для вантажних комерційних перевезень за межі штату (APPORTIONED) мають формат А123БВ.

## Номерні знаки «особливого інтересу»
Номерні знаки «особливого інтересу» мають власні бланки та формат і ідентифікуються за вертикальним кодами.

### Радіоаматорські номерні знаки
Номерні знаки радіолюбителів формату KD4 АБВ. KD4 – символ Теннессі в радіопозивному.

## Цікаві факти
До 1956 року штат Теннессі карбував номерні знаки у формі штату Теннессі.